# Yui Itsuki

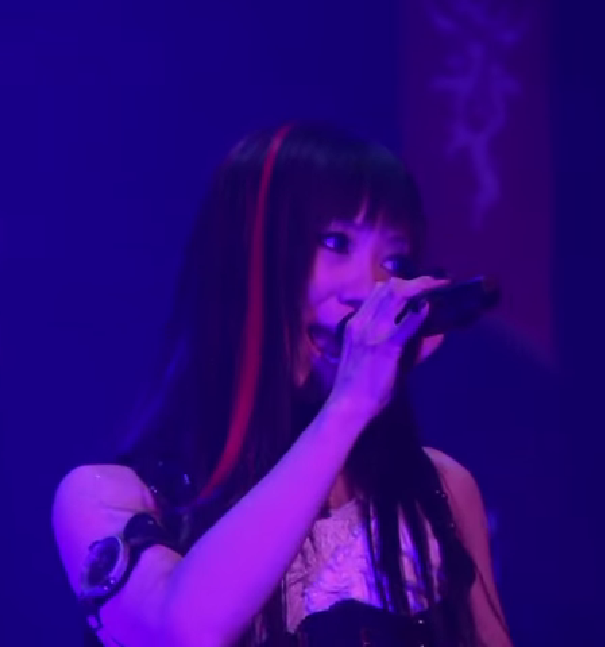
Yui Itsuki während eines Konzertes mit Yōsei Teikoku im Rahmen der Vesania Pax Tour.

Yui Itsuki (伊月 ゆい Itsuki Yui; * 25. Oktober 1984 in Nagoya, Präfektur Aichi) ist eine japanische Rock- und Metal-Musikerin und Synchronsprecherin (Seiyū). Sie ist Sängerin in der japanischen Band Yōsei Teikoku, wo sie unter ihrem Pseudonym Fairy Yui auftritt.
Als Synchronsprecherin ist sie hauptsächlich in Animes zu hören. Sie hatte Sprechrollen unter anderem in D.C. – Da Capo, Futakoi, Black Butler, My-HiME und Mai-Otome. Auch ist sie in den Videospielen Makai Kingdom, Arcana Heart und True tears zu hören.

## Karriere

### Musik
Itsuki ist Frontsängerin und Liedtexterin in der japanischen Rockband Yōsei Teikoku, die seit 1997 besteht. Bis 2010 bestand diese Band aus zwei Musikern: Itsuki und Takaha Tachibana. Insgesamt veröffentlichte sie mit Yōsei Teikoku elf Alben, wovon fünf als Independent-Band herausgebracht wurden. Des Weiteren zählen zwei EPs sowie mehrere Singles zu der Diskografie der Band. Als Liedtexterin ist sie zudem für mehrere Stücke verantwortlich, die als Titelmusik bzw. Abspann in verschiedenen Animes verwendet wurden, darunter die Lieder Kuusou Mesorogiwi, Filament und Kyōki Chinden, die allesamt im Anime Mirai Nikki bzw. dessen OVA Mirai Nikki Redial zu hören ist. Mit ihrer Band trat sie bisher hauptsächlich in Japan auf. Allerdings hatte sie auch Auftritte auf diversen Anime-Conventions in den Vereinigten Staaten, darunter der A-Kon in Dallas, Texas und der Otakon in Washington, D.C. Auch ist Itsuki in der Band DenKare aktiv.

### Synchronsprecher
Als Synchronsprecherin steht Yui Itsuki bei Holy Peak unter Vertrag. Sie hat in mehreren bekannten Animes Synchronsprecherollen übernommen, darunder My-HiME, Black Butler, Mai-Otome, Magical Kanan, Kanokon und Venus Versus Virus. Auch ist sie in den Videospielen Makai Kingdom, Arcana Heart 3 und True tears zu hören.

## Diskografie
- → Hauptartikel: Yōsei Teikoku

## Filmografie

### Fernsehen
- D.C. – Da Capo (2003, Rolle: Moe Mizukoshi, Staffel 1)
- Futakoi (2004, Rolle: Kira Sakurazuki)
- My-HiME (2004, Rolle: Miya Suzuki)
- D.C. – Da Capo (2005, Rolle: Moe Mizukoshi, Staffel 2)
- Futakoi Alternative (2005, Rolle: Kira Sakurazuki)
- Mai-Otome (2005, Rolle: Miya Clochlette)
- Magical Kanan (2005, Rolle: Tomoe Takasaki)
- Renkin 3-kyū: Magical? Pokān (2006, Rolle: Megumi)
- Venus Versus Virus (2007, Rolle: Luca)
- Kanokon (2008, Rolle: Mio Osakabe)
- Black Butler (2008, Rolle: Paula, Staffel 1)
- Black Butler (2010, Rolle: Paula, Staffel 2)

### Videospiele
- Makai Kingdom (2005)
- Arcana-Heart-Serie (2008–2014)
- True tears (2006)